# Воскресенский сельский совет (Запорожская область)
Воскресенский сельский совет (укр. Воскресенська сільська рада) — входит в состав
Приазовского района
Запорожской области
Украины.
Административный центр сельского совета находится в 
с. Воскресенка.

## История
- 1943 — дата образования.

## Населённые пункты совета
- с. Воскресенка
- с. Ивановка
- с. Новониколаевка